# Svenska mästerskapen i dressyr 1963
Svenska mästerskapen i dressyr 1963 avgjordes i Strömsholm. Tävlingen var den 13:e upplagan av Svenska mästerskapen i dressyr.

## Resultat
| Placering | Ryttare          | Häst     |
| --------- | ---------------- | -------- |
| 1         | Bengt Ljungquist | Karat    |
| 2         | William Hamilton | Delicado |
| 3         | Bengt Ljungquist | Macao    |